# ويليام أوسبورن سميث
ويليام أوسبورن سميث هو عسكري كندي، ولد في 1833 في ويلز في المملكة المتحدة، وتوفي في 11 مايو 1887 في سوانزي في المملكة المتحدة.